# Cricotirotomía

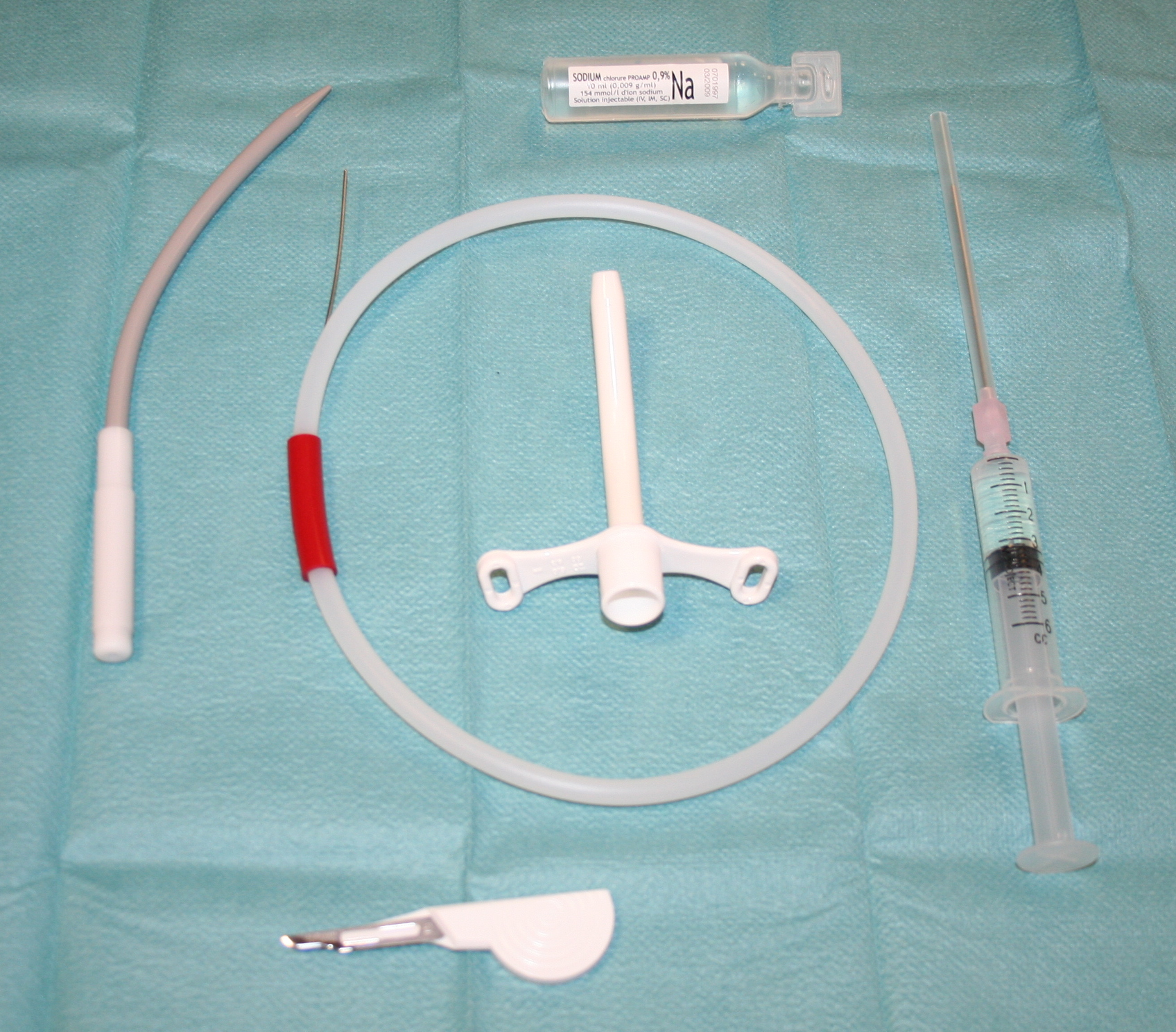
Kit hospitalario para cricotirotomía.

La cricotirotomía (también llamada tirocricotomía, cricotiroidotomía, laringotomía inferior, intercricotirotomía, coniotomía o punción de emergencia de la vía aérea) es un tratamiento de una emergencia médica que consiste en la realización de una incisión a través de la piel y la membrana cricotiroidea para asegurar la vía aérea de un paciente durante ciertas situaciones de emergencia, como una obstrucción de la vía aérea por un objeto extraño o una inflamación, un paciente que no sea capaz de respirar adecuadamente por su cuenta, o en casos de traumatismo facial grave que impidan la inserción de un tubo endotraqueal a través de la boca. La cricotirotomía es llevada a cabo habitualmente por  médicos de urgencias, cirujanos, médicos militares o paramédicos. Generalmente es realizada como último recurso cuando han fallado o no son practicables otros métodos habituales de control de la vía aérea (colocación de un tubo endotraqueal a través de la boca). La cricotirotomía es una técnica más fácil y rápida que la traqueostomía, pero solo se utiliza cuando no es posible la intubación oral o nasal. El procedimiento no requiere la manipulación de la columna cervical. 
La cricotirotomía proporciona tan solo una vía aérea de emergencia para situaciones de riesgo vital. No es adecuada para ventilación prolongada debido a su pequeño tamaño. Por tanto, deberá ser realizada posteriormente una traqueostomía o una intubación endotraqueal en el hospital. 

## Indicaciones
- Imposibilidad de intubación
- Imposibilidad de ventilación
- Lesiones faciales o nasales graves (que no permiten la intubación oral o nasal)
- Trauma mediofacial masivo
- Posible traumatismo de la médula cervical que impida una adecuada ventilación
- Anafilaxia
- Lesiones por inhalación de productos químicos

## Contraindicaciones
- Imposibilidad para identificar referencias anatómicas (membrana cricotiroidea)
- Anormalidad anatómica subyacente (tumor)
- Transección traqueal
- Patología laríngea aguda por infección o traumatismo
- Niños pequeños menores de 10 años (en estos casos un catéter sobre aguja 12-14 G puede ser más seguro)

## Procedimiento

Se realiza una incisión vertical en la piel, a la altura de la membrana cricotiroidea.

El procedimiento fue descrito por primera vez en 1805 por Vicq d'Azyr, un cirujano y anatomista francés. La  cricotirotomía es realizada habitualmente practicando una incisión vertical en la piel del cuello justo bajo la nuez de Adán, o cartílago tiroideo. A continuación se efectúa una disección digital hasta palpar la membrana cricotiroidea, en la cual se hace una incisión transversal. Por último se inserta un tubo en esta abertura, que permite  respirar al paciente.

## Resumen de la técnica
1. Con un bisturí, realizar una incisión vertical de 1 cm a través de la piel para acceder a la membrana cricotiroidea. Atravesar esta membrana mediante una incisión longitudinal.
2. Ampliar el orificio insertando el mango del bisturí en la herida y rotándolo 90 grados o usando un clamp.
3. Insertar un tubo de traqueostomía o tubo endotraqueal de 6 o 7 mm de diámetro interno.
4. Inflar el balón y asegurar el tubo.
5. Ventilar con un ambú a la mayor concentración de oxígeno posible.
6. Determinar si la ventilación es efectiva (mediante auscultación bilateral y observación del movimiento del tórax).
7. No se debe intentar retirar el tubo de traqueostomía o endotraqueal en ambiente prehospitalario.